# Polizia di Mumbai
La Polizia di Mumbai è la forza di polizia della città di Mumbai.